# Drama iz starinnij žizni
Drama iz starinnij žizni (Драма из старинной жизни) è un film del 1971 diretto da Il'ja Aleksandrovič Averbach.